# Karol Langie
Karol Jan Nepomucen Ignacy Langie (ur. 1 listopada 1814 w Białobrzegach –  zmarł w dniu 28 września 1889 r. w Krakowie) – uczestnik tajnych organizacji niepodległościowych, poseł do Sejmu Ustawodawczego w Kromieryżu, dziennikarz, pisarz i ekonomista.

## Życiorys
Po ukończeniu gimnazjum w Przemyślu studiował prawo na Uniwersytecie Lwowskim (1832-1836). Po studiach pracował jako praktykant konceptowy  Magistracie w Drohobyczu (1836-1842). Po zdaniu egzaminu sędziowskiego był justycjariuszem Józefa Zajączkowskiego w Rzeszowie (1842-1844). Jednocześnie członek tajnych organizacji niepodległościowych, w 1844 aresztowany pod zarzutem zdrady stanu. Uwolniony orzeczeniem Najwyższej Komisji Sprawiedliwości w Wiedniu. W I. 1846--1847 odbył podróż po Bawarii, Wirtembergii i Szwajcarii, interesując się głównie rolnictwem i urządzeniami przemysłowymi. Od 1846 mieszkał na stałe w Krakowie, gdzie posiadał dwa domy.
Aktywny podczas Wiosny Ludów. Był sekretarzem Komitetu Obywatelskiego w Krakowie, następnie członkiem deputacji krakowskiej do Wiednia. Po powrocie członek Komitetu Narodowego i sekretarz tzw. Dyrektoriatu. Potem uczestniczył w trójzaborowym zjeździe polskim we Wrocławiu. Poseł na Sejm Ustawodawczy w Wiedniu i Kromieryżu (10 lipca 1848 – 7 marca 1849), wybrany w okręgu wyborczym Kraków 1. W parlamencie należał do „Stowarzyszenia” skupiającego demokratycznych posłów polskich. Po rozwiązaniu parlamentu powrócił do Krakowa, gdzie m.in. organizował rekrutację do oddziałów polskich biorących udział w powstaniu węgierskim.
Następnie wycofał się z życia politycznego. Pracował jako sekretarz (1850-1872) a następnie radca Rady Miasta Krakowa. Był także doradcą ministra rolnictwa Alfreda Potockiego. W tym okresie zajmował się głównie sprawami rolnictwa i szkolnictwa agronomicznego w Galicji. W celu zapoznania się z gospodarką rolną w Prusach i Saksonii odbył 1855 roku podróż po Śląsku i Łużycach. Przez ponad trzydzieści lat był członkiem Towarzystwa Gospodarczo-Rolniczego Krakowskiego, od 1884 członkiem honorowym. Był autorem statutów szkół rolniczych w Czernichowie (1858) i Łańcucie (1860) a także projektu studium rolniczego UJ (1869). Członek korespondent Galicyjskiego Towarzystwa Gospodarskiego (1868-1889).
Borykający się z trudnościami finansowymi do końca życia, podejmował liczne inicjatywy wydawnicze i redakcyjne. Do 1866 prowadził dział ekonomiczny w "Czasie". Współpracował z "Tygodnikiem Rolniczym", "Przewodnikiem Ekonomicznym", "Czasem" i "Nową Reformą". Pisał  teksty z dziedziny gospodarstwa społecznego i rolnictwa krajowego, o przyczynach głodów w Galicji, hodowli koni w Galicji, o ogrodzie warzywnym, dobroczynności publicznej, zmienności cen zbożowych i statystyce rolniczej. Prace jego miały głównie charakter praktyczny, a on sam był uważany za utalentowanego popularyzatora wiedzy rolniczej. Był również przyjacielem Józefa Ignacego Kraszewskiego, z którym szczególnie ożywioną korespondencję utrzymywał w latach 1865-1869. Swym kosztem wydał jego "Rzym za Nerona" (Kraków 1866), Przez kilka lat wykładał  gospodarstwo domowe na Wyższych Kursach dla kobiet im. A. Baranieckiego. Od 1866 członek Towarzystwa Naukowego Krakowskiego, a od 1872 członek nadzwyczajny Akademii Umiejętności.
Pochowany na cmentarzu Rakowickim w Krakowie.

### Prace Karola Langiego
- Odezwa w przedmiocie napisów, godeł i nazwisk w polskim języku, Lwów 1835
- [współautor] tekst do Galicja w obrazach, Lwów 1840[11],
- O wyrazach chemicznych znaczenie ich pospolite, w "Świętojanka", noworocznik gospodarski" Kraków 1843[12].
- Die Krakauer Vorfälle, Kraków 1949
- Sprawozdanie z wycieczki do Szląska górnopruskiego i do Łużyc saskich, Kraków 1856
- Szkoły rolnicze jako zakłady dobroczynności powszechnej. Kraków 1856
- O dobroczynności – dwa wykłady w krakowskim Towarzystwie Naukowym, 1867, wykład 1
- Magistrat wobec wolności gminy, Kraków 1868
- Ogród warzywny, jego urządzenie i pielęgnowanie roślin warzywnych, Kraków 1875,
- Projekt urządzenia opieki ubogich w Krakowie, Kraków 1882
- Gospodarstwo domowe – odczyty, Kraków 1886
- Grzyby u nas jadalne i jadowite, Kraków 1889
- przekłady powieści angielskich E. L. Bulwera – Falkland i Niewierność w miłości,

## Rodzina i życie prywatne
Urodził się w rodzinie ziemiańskiej, był synem właściciela folwarku Białobrzegi, w pow. łańcuckim Józefa Langego i Konstancji z Nowakowskich. Ożenił się z Joanną z Boczkowskich (zm. 1884), Mieli dwóch synów powstańców styczniowych – ekonomistę Kazimierza (1839-1897) i ziemianina Tadeusza (1841-1919) oraz córkę Bronisławę (1840-1895), która wyszła za Jana Popiela.

## Odznaczony
W 1873 odznaczony został orderem Franciszka Józefa I.